# Associació Siriana de Futbol
L'Associació Siriana de Futbol, també coneguda amb les sigles SFA o FASF (en anglès: Syrian Football Association o Syrian Arab Federation for Football, en àrab: الاتحاد السوري لكرة القدم o الاتحاد العربي السوري لكرة القدم) és l'òrgan de govern del futbol a Síria. Va ser fundada l'any 1936 i està afiliada a la Federació Internacional de Futbol Associació (FIFA) i a la Confederació Asiàtica de Futbol (AFC) des de 1937 i 1969 respectivament.
El 1974, la SFA va ser una de les associacions fundadores de la Unió d'Associacions de Futbol Àrabs, l'òrgan de govern del futbol dels països que formen part de la Lliga Àrab.
El 2001, la SFA va ser una de les sis federacions fundadores de l'Associació de Futbol de l'Àsia Occidental (WAFF), una de les cinc zones geogràfiques en les quals està dividida l'AFC.
La SFA és la responsable d'organitzar el futbol de totes les categories, incloses les de futbol femení, futbol sala i la Selecció siriana de futbol.
El 1966, la SFA va fundar la Lliga siriana de futbol (en anglès: Syrian Premier League), que és la principal lliga del país i la disputen catorze equips.
La principal competició per eliminatòries és la Copa siriana de futbol (en anglès: Syrian Cup), que va ser creada el 1959.